# 1988 BY3
1988 BY3 är en asteroid i huvudbältet som upptäcktes den 19 januari 1988 av den belgiske astronomen Henri Debehogne vid La Silla-observatoriet.
Asteroiden har en diameter på ungefär 4 kilometer.